# Ла-Пас (Южная Нижняя Калифорния)
Ла-Пас (исп. La Paz) — город в Мексике, столица штата Южная Нижняя Калифорния, входит в состав муниципалитета Ла-Пас и является его административным центром. Численность населения, по данным переписи 2020 года, составила 250 141 человек.

## Топонимика
Название города переводится с испанского языка, как «мир».

## История
Гуайкуры, первые обитатели здешних мест, называли место Айрапи́, после прибытия испанцев поселение переименовали в Ла-Пас. В глубокой древности, по оценкам, 14 000 лет назад сюда по побережью Тихого океана, пришли первые люди, которые вели кочевой образ жизни. Они оставили следы своего существования в виде наскальных рисунков, обнаруженных всюду на полуострове и в районе города. В доиспанскую эпоху здесь существовало, по крайней мере три племенные группы — перику, гуайкура и кочими. Первые населяли южную часть полуострова, и к северу от мыса Сан Лукас, вторые — в центральных районах, и последние — в северных районах. В непосредственной близости от того места, где сейчас расположен Ла-Пас, жили перику.
В настоящее время считается, что Эрнан Кортес является первооткрывателем полуострова Нижняя Калифорния. Однако первым европейцем, который высадился на полуостров в 1534 году, был испанский мореход и капитан корабля «Concepción» Фортун Хименес, принявший его за остров. Хименес, после бунта на корабле и убийства капитана Диего де Бесерры пришёл к тихой бухте. Датой основания города считается 3 мая 1535 года, когда Эрнан Кортес назвал бухту Святого Креста, однако, к колонизации не приступил из-за возникших обстоятельств. В 1596 году Себастьян Вискаино прибыл сюда, назвав это место Ла-Пас. С 10 января по 8 мая 1854 город был столицей Республики Сонора американского авантюриста Уильяма Уокера. Этот проект провалился из-за отсутствия поддержки со стороны США и давления со стороны мексиканского правительства, которое требовало вернуть регион.
В 1974 году, после образования штата Южная Нижняя Калифорния, Ла-Пас стал столицей этого федерального субъекта.

## Инфраструктура
В городе имеются различные предприятия пищевой, горнодобывающей промышленности, также имеются заведения культуры, образования. Развита транспортная инфраструктура. Город обслуживает Международный аэропорт Мануэля Маркеса-де-Леона.